# Seladerma coeruleovirens
Seladerma coeruleovirens är en stekelart som först beskrevs av Förster 1861.  Seladerma coeruleovirens ingår i släktet Seladerma, och familjen puppglanssteklar. Arten är reproducerande i Sverige.